# NGC 4332
NGC 4332 est une galaxie spirale barrée magellanique située dans la constellation du Dragon. NGC 4332 a été découverte par l'astronome germano-britannique William Herschel en 1790.

## Caractéristiques
La classe de luminosité de NGC 4332 est I et elle renferme des  régions d'hydrogène ionisé.

### Distance
Sa vitesse par rapport au fond diffus cosmologique est de 2 869 ± 7 km/s, ce qui correspond à une distance de Hubble de 42,3 ± 3,0 Mpc (∼138 millions d'al).

### Luminosité dans l'infrarouge
La luminosité de la galaxie NGC 4332 dans l'infrarouge lointain (de 40 à 400 µm)  est égale à 3,39 × 1010 {\displaystyle L_{\odot }} (1010,53{\displaystyle L_{\odot }}) et sa luminosité totale dans l'infrarouge (de 8 à 1 000 µm) est de 4,37 × 1010 {\displaystyle L_{\odot }} (1010,64{\displaystyle L_{\odot }}).

## Supernova
La supernova SN 2009an a été découverte dans NGC 4332 le 27 février 2009 par l'astronome amateur italien Giancarlo Cortini et Stefano Antonellini ainsi que Mikko Paivinen et Petri Kehusmaa. Cette supernova était de type Ia.

## Groupe de NGC 4256
NGC 4221 fait partie du groupe de NGC 4256. Selon A.M. Garcia, ce groupe de galaxies compte au moins 7 membres. Les autres galaxies du groupe sont NGC 4108, NGC 4210, NGC 4221, NGC 4256, NGC 4513 et NGC 4108B (PGC 38461).